# Pistola de pintura

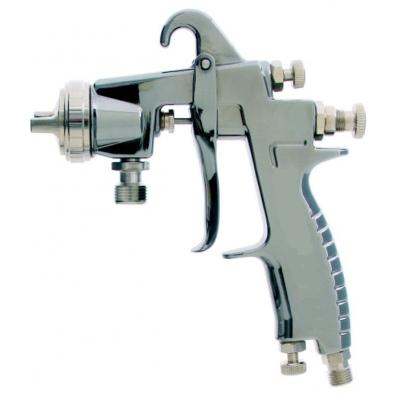
Uma pistola de pintura com tecnologia LVLP a sucção.

Pistola de pintura é uma ferramenta que permite a pintura por pulverização que é uma técnica de pintura onde um equipamento pulveriza um revestimento (tinta, verniz, etc.) através do ar até uma superfície. Os sistemas mais comuns utilizam um gás comprimido (usualmente ar) para atomizar e dirigir as partículas de tinta.
As atuais pistolas de pintura desenvolveram-se a partir dos aerógrafos, e distinguem-se destes pelo seu tamanho e dimensão do padrão de pulverização que produzem. Os aerógrafos são pequenos e seguram-se com uma mão e são muito usados para trabalhos de muito detalhe como retoque de fotografias, unhas, modelismo e trabalho artístico. As pistolas de pintura são maiores e são usados para trabalhos de pintura em grandes superfícies. As pistolas de pintura podem ser de utilização manual ou automática e possuem bicos intercambiáveis para alterar o padrão de pulverização.
Para além da pintura industrial e de construção civil, a pistola de pintura é usada também em áreas como funilaria, artística, bioquímica entre outros.

## História
A invenção da pintura por pulverização é geralmente creditada a dois cidadãos norte-americanos, Joseph Binks, de Chicago e o Dr. Allen DeVilbiss, de Toledo (Ohio). Binks era, em 1887, o diretor de manutenção dos armazéns Marshal Field’s. Este grande armazém possuía quilômetros de paredes que necessitavam de ser caiadas regularmente. Esta tarefa demorava semanas num só andar e usava muitos trabalhadores munidos de pincéis e brochas. Num esforço para simplificar e reduzir o tempo necessário, Binks combinou uma bomba manual, um reservatório para manter o líquido sob pressão e um bastão com um bico na extremidade. A cal estava sob pressão, era bombeada pela bomba manual e impelida para fora pela extremidade do bastão até à parede.
Deste protótipo nasceu a Joe Binks' Paint & Whitewash Spraying Machine. Em 1893, na Exposição Colombiana de Chicago, a máquina de Binks serviu para pintar 90% dos edifícios em poucos dias. Desta máquina nasceriam mais tarde os equipamentos de pintura “Airless”.
Em 1888, em Toledo, Ohio um Otorrinolaringologista, o Dr. Allen DeVilbiss estava frustrado com os métodos de aplicação de medicamentos para a garganta. Se administrasse sob a forma de líquido, este era rapidamente engolido não agindo sob a zona a tratar. DeVilbiss combinou uma pipeta de borracha, uma mangueira ligada a um tubo que passava por uma lata e inventou o primeiro atomizador. Ao apertar a pipeta, o ar é impelido sobre o topo do tubo, diminuindo a pressão no interior deste, facto que faz com que o produto no interior da lata passe para o tubo de modo a preencher o vácuo. Assim que o produto atinge a mangueira é atomizado e deposita-se na zona do tecido inflamado. Este é exatamente o mesmo principio usado nas pistolas de copo por sucção.
Em 1907, o filho do Dr. DeVilbiss melhorou a invenção do pai e criou a primeira pistola manual de pintura fazendo passar ar comprimido através do topo de um tubo ligado a uma lata de tinta e submergido nesta, criando um padrão controlável de tinta atomizada. A empresa formada pelo Dr. Allen Devilbiss ainda hoje existe e é a líder mundial em pistolas convencionais de pintura
Em 1949, Edward Seymour inventou e desenvolveu uma tinta de pulverização que podia ser aplicada a partir de uma lata de [ [aerossol]].

## Tipos

### Aerógrafo
O aerógrafo deu origem as pistola que conhecemos hoje, foi criado para retoques fotográficos, e mais tarde teve sua gama de utilização expandida. A primeira patente se deu em 1876 (número 182,389) por Francis Edgar Stanley de Newton em Massachusetts. Aerógrafos são utilizados para serviços finos e detalhados como retoque de fotografia, pintura de unhas, aerografia, micropintura e modelismo.

### Pistola de pulverização convencional
A pistola de pulverização utilizada para pintura de grandes superfícies e de alta produção, geralmente são maiores. Pistolas de pulverização podem ser automatizadas ou operada manualmente, possuem cabeças intercambiáveis para permitir diferentes padrões de pulverização.
São de porte maior que os aerógrafo, e geralmente em formato de pistola com repositório de tinta, e um gatilho maior. Possuem aplicações especializadas, são equipamentos de alta precisão com controle de leque e determinados ajuste conforme a utilização.

## Tipos de bicos

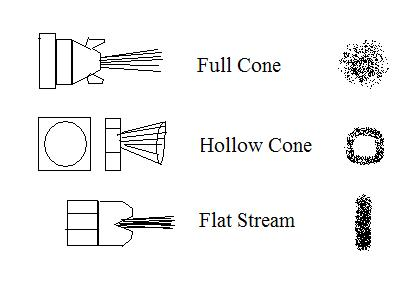
Tipos mais comuns

Devido a uma ampla variedade de formas e tamanhos de bicos, a consistência da tinta pode ser variada. A forma da peça de trabalho e da consistência desejada e tinta padrão são fatores importantes na escolha de um bocal. Os três bicos mais comuns são o cone completo, cone oco, e fluxo plano. Existem dois tipos de processos de pulverização. Em um método de operação manual, o equipamento é operado por um operador qualificado, e aplicado a uma distancia de cerca de 6 a 10 polegadas (15-25 cm) do objeto. Em um processo automático, a cabeça da pistola está ligada a um robô automatizado através do bloco de montagem e proporciona o fluxo de tinta a partir das operações pré-programada. O objeto a ser pintado é geralmente colocado sobre rolos ou uma plataforma giratória para assegurar uma cobertura igual de todos os lados.

## Sistemas

### Convencional

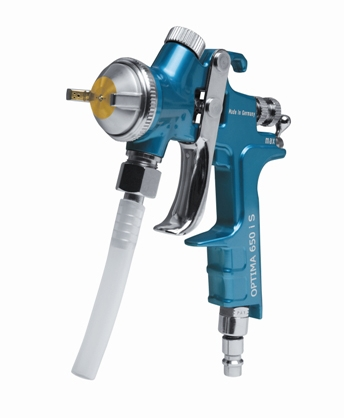
Pistola Convencional

Com este equipamento a tinta é aplicada através da utilização de uma pistola ligada a um recipiente de tinta e a um sistema de ar comprimido. Quando o gatilho é acionado, a válvula da agulha e ativada e a tinta é misturada num fluxo de ar comprimido e enviada para a superfície a ser pintada através do bico de pintura. A diferença de pressão e o fluxo de ar, provocam a atomização da tinta em partículas muito finas.
A tinta pode ser alimentada à pistola por gravidade, por sucção ou por pressão. No primeiro caso, existe um copo montado no topo da pistola e a tinta flui por gravidade até ao bico da pistola. No segundo caso, o reservatório de tinta está montado por debaixo da pistola e o fluxo de ar comprimido ao passar pelo topo da tubagem de alimentação provoca vácuo no seu interior, alimentando assim a tinta o bico da pistola.

### HVLP
O Sistema HVLP, em que HVLP é o acrónimo de - High Volume; Low Pressure, (Alto Volume, Baixa Pressão) é um desenvolvimento da pistola convencional realizado com o objetivo de aumentar a taxa de transferência da tinta para o substrato (mais tinta é depositada na superfície e menos perdida para o ar) no qual a pistola requer uma menor pressão de ar, mas com um maior volume de tinta fornecido para aerossolizar e impulsionar a tinta para a superfície. Isto resulta numa maior percentagem de ar que chega à superfície a pintar com sobrepulverização (overspray), consumo de tinta e diluente e poluição do ar reduzidos.
Neste tipo de pistola instala-se um regulador para diminuir a pressão do ar do compressor para a pistola e alternativamente pode possuir uma unidade de turbina que pode ser usada como impulsionador do ar sem a necessidade de uma linha dedicada ligada ao compressor principal.
Uma regra de ouro indica que 2/3 da tinta atinge o substrato a pintar e 1/3 perde-se para o ar e outros locais. As pistolas HVLP trabalham com um caudal entre 13 e 35 m3/h e requerem apenas, e no mínimo, um pequeno compressor de 5 Cv de potência
. Sistemas de pulverização HVLP são usados na indústria automóvel e seus componentes, naval, arquitetônica, imobiliário, pintura cênicas e indústrias de cosméticos.

### LVLP
O sistema "Low Volume Low Pressure", tradução de Baixa Pressão e Baixo Volume, assim como a HVLP, também operaram a uma pressão mais baixa (LP), mas usam um volume baixo (LV) de ar, quando comparado com o equipamento convencional e HVLP. Este é um esforço adicional para aumentar a eficiência de transferência (quantidade de revestimento que termina na superfície do alvo) de pistolas de pulverização, diminuindo a quantidade de consumo de ar comprimido. É dotado de fluxos de ar de 90 graus no bico, para determinar o leque.

### Pintura eletrostática
A pintura electroestática foi patenteada pela primeira vez nos Estados Unidos, por Harold P. Ransburg em 1951 e através da sua produção na Ransburg Electrostatic equipment, obteve uma grande sucesso, pois os utilizadores aperceberam-se das poupanças rápidas que tal método de pintura trazia sobre a pulverização com ar comprimido.
Na pintura por pulverização electroestática, as partículas atomizadas de tinta líquida ou em pó são carregadas electricamente, que as faz repelirem-se entre si, fazendo com que, à saída da pistola, estejam uniformemente distribuída. O objecto a pintar está carregado negativamente ou ligado a terra, fazendo com que a tinta seja atraída para a superfície deixando nesta uma espessura muito uniforme, com a taxa de transferência de tinta mais elevada. Com este método consegue-se pintar até zonas de difícil acesso. No caso de pintura das arestas, enquanto na pulverização não electroestática, a tinta, quando seca, contrai afastando-se das arestas (O que se torna num ponto fraco), na pintura electroestática, a aresta concentra cargas opostas às partículas de tinta resultando num espessura de tinta maior que no resto da peça.
A principal desvantagem deste tipo de pulverização é que está limitada a peças de pequenas e media dimensão. É um método usado, sobretudo, na pintura de automóveis, seus componentes e electrodomésticos. Por outro lado, configurações especiais de certas peças, podem provocar o efeito de Gaiola de Faraday, zonas onde as cargas se anulam, ficando assim sem qualquer revestimento aplicado.
Existem 3 tecnologias para a carga eléctrica do fluido:
- Carga directa: Um eléctrodo é colocado na ponta da pistola, podendo em alguns modelos estar na canalização de alimentação da tinta à pistola, ou imerso no reservatório de tinta.

- Carga por fricção (Tribo): Utiliza a fricção do fluido com as paredes do cano da pistola de pintura, quando é forçado a sair por acção do ar comprimido.

- Carga pós atomização (Corona): O fluido atomizado entra em contacto com um campo electroestático após sair do bico da pistola. O campo electroestático pode ser criado por Indução electromagnéticaou por Descarga Corona, ou por um ou mais eléctrodos em forma de anel ou rede.

### Pulverização sem ar
No caso de pintura por pulverização sem ar, a pistola de pulverização está ligada a uma bomba alternativa multiplicadora que, operando a uma pressão de entrada de 2 a 5 bar, aplica uma força multiplicadora, à tinta, que pode chegara 40 – 75 vezes a pressão de entrada ocorrendo a pulverização entre 200 e 350 bar. A pulverização sem ar (airless) é o método de pintura padrão em pintura industrial e naval.
As vantagens do sistema de pulverização sem ar são as seguintes:
- O revestimento penetra melhor em crateras e fissuras;

- Obtém-se uma camada espessa e uniforme, reduzindo o número de camadas necessárias;

- É aplicada uma camada bastante húmida, o que aumenta a aderência da tinta e o fluxo de saída.

A grande maioria das tintas pode ser pulverizada com a adição de uma quantidade mínima de diluente (0 a 5%), ao passo que na pulverização convencional, a percentagem de diluente, situa-se à volta dos 20 a 25%. Este facto contribui para a preservação da natureza e reduz o tempo de cura necessário.
As bombas de pulverização sem ar podem ser alimentadas por diferentes tipos de motores: Eléctrico, ar comprimido (pneumático) e Hidráulico. Na sua grande maioria, a bomba consiste num êmbolo de dupla acção, em que o pistão bombeia a tinta, tanto no movimento para cima e no movimento para baixo. Em alguns modelos, o pistão é substituído por um diafragma.
A maioria das bombas de pulverização sem ar eléctricas, possuem o motor conectado ao pistão através de uma cadeia cinemática. A pressão é alcançada através a paragem e arranque do motor por via de um sensor de pressão (Transdutor). Em modelos mais avançados, isto é alcançado através de controlo digital, no qual a velocidade do motor varia consoante a procura e a diferença da pressão do ponto de afinação, o que resulta num controlo melhorado da pressão de aplicação.
As bombas de pulverização sem ar pneumáticas e hidráulicas possuem motores lineares que requerem uma bomba hidráulica ou um compressor de ar, os quais podem ser alimentados por energia eléctrica ou por motores de combustão interna. Estas bombas possuem um controlo de pressão mais uniforme pois o pistão move-se a uma velocidade constante, excepto quando muda de direcção. Os motores lineares hidráulicos ou pneumáticos de bombas pulverização sem ar são energeticamente mais eficientes na conversão da potência do motor em potência do material a aplicar que as bombas em que os pistões são movimentados a partir de cadeias cinemáticas.
Todo e qualquer tipo de tinta e/ou revestimento líquido pode ser aplicado com este método.